# Musenalper Grat
Musenalper Grat är en bergstopp i Schweiz.   Den ligger i distriktet Nidwalden och kantonen Nidwalden, i den centrala delen av landet, 80 km öster om huvudstaden Bern. Toppen på Musenalper Grat är 1 775 meter över havet, eller 218 meter över den omgivande terrängen. Bredden vid basen är 1,9 km.
Terrängen runt Musenalper Grat är bergig söderut, men norrut är den kuperad. Runt Musenalper Grat är det ganska glesbefolkat, med 32 invånare per kvadratkilometer.. Närmaste större samhälle är Luzern, 16,7 km nordväst om Musenalper Grat. 
I omgivningarna runt Musenalper Grat växer i huvudsak blandskog.